# Antoni Szyfter

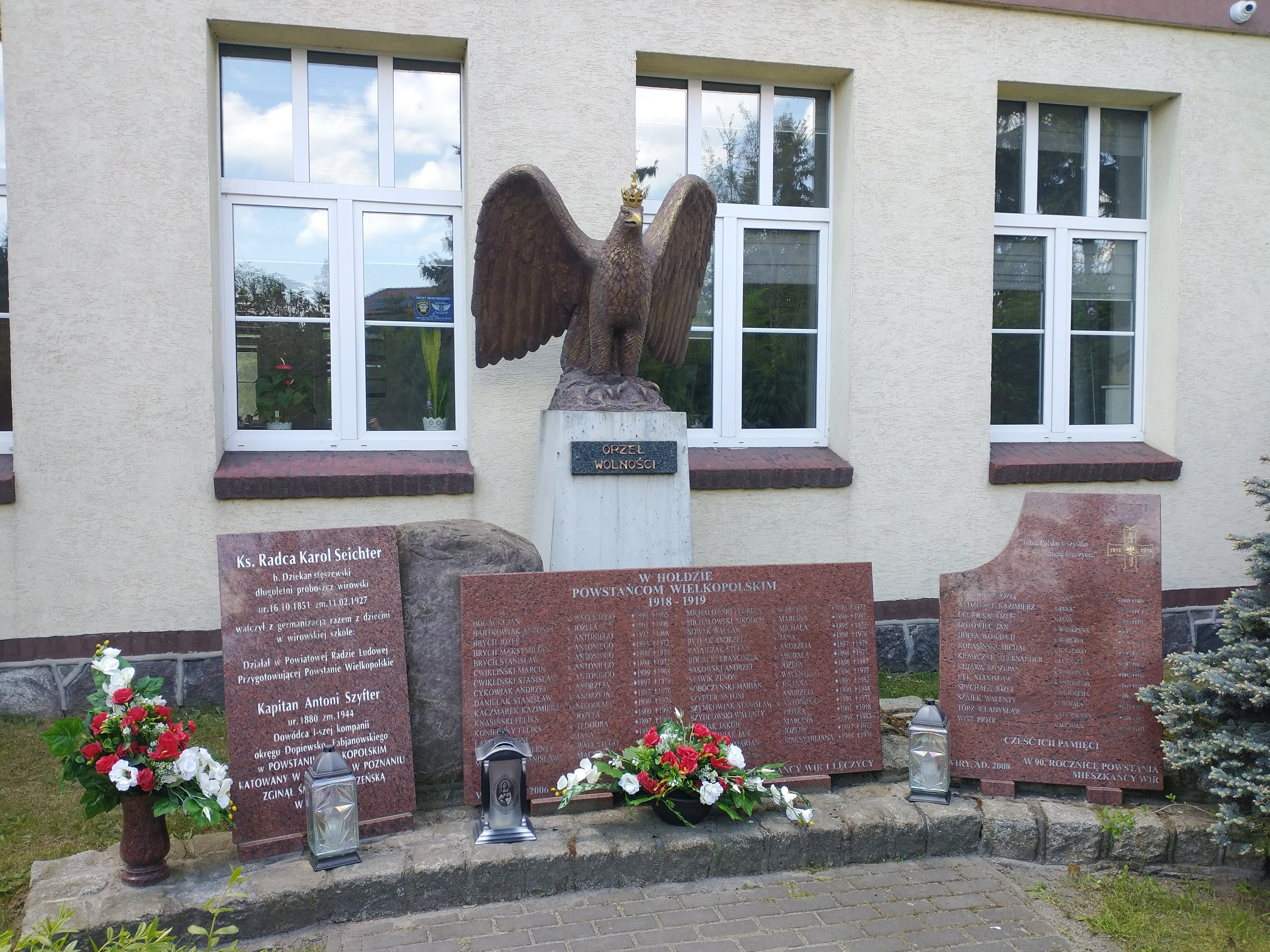
Pomnik w Wirach z tablicą pamiątkową (po lewej)

Antoni Szyfter (ur. 24 marca 1896 w Stęszewie, zm. 19 marca 1942 w KL Auschwitz) – polski ziemianin, działacz niepodległościowy i społeczny, major piechoty rezerwy Wojska Polskiego, kawaler Orderu Virtuti Militari.

## Życiorys
Urodził się w rodzinie Pawła, kupca i Stanisławy z domu Kopa, brat kapitana Pawła Szyftera. W 1913 ukończył gimnazjum w Rogoźnie. W następnych latach praktykował w Poznaniu w zawodzie kupca. Powołanie do armii pruskiej otrzymał w 1914. Walczył pod Verdun i na innych odcinkach frontu we Francji. W styczniu 1917 został mianowany podporucznikiem.
20 grudnia 1918 zdezerterował i 27 grudnia tego samego roku przybył do Poznania, gdzie zaciągnął się do wojsk powstańczych. Służył pod rozkazami pułkownika Andrzeja Kopy, m.in. walczył o Wolsztyn. W końcu stycznia 1919 przeniesiono go do 10. Pułku Strzelców Wielkopolskich, a następnie walczył też w szeregach 155. i 68. Pułku Piechoty. Był dwa razy ranny w walkach z bolszewikami w 1920, w tym 4 lipca w bitwie pod Dryhuczami.
25 sierpnia 1921 urlopowano go z armii – administrował majątkiem rodzinnym w Wirach pod Poznaniem (w tym czasie przewodził też kółku rolniczemu w tej miejscowości). W lipcu 1926 nabył majątek Gogolewo, ale sprzedał go już w lipcu 1931 z uwagi na problemy finansowe związane z wielkim kryzysem (w tym czasie był wójtem w Książu). Był działaczem komitetu ds. opieki na mogiłami powstańców wielkopolskich z 1848 w Książu. Na stopień majora rezerwy został mianowany ze starszeństwem z 19 marca 1939 i 25. lokatą w korpusie oficerów piechoty.
W trakcie okupacji niemieckiej został aresztowany w lutym 1942. Niemcy przewieźli go do swojego obozu koncentracyjnego KL Auschwitz (numer obozowy 26328), gdzie został zamordowany.
29 grudnia 2018 został upamiętniony tablicą pamiątkową w obrębie pomnika w Wirach.

## Ordery i odznaczenia
- Krzyż Srebrny Orderu Wojskowego Virtuti Militari nr 4698[2] – 19 września 1922[5]
- Krzyż Niepodległości – 9 listopada 1932 „za pracę w dziele odzyskania niepodległości”[6]
- Krzyż Walecznych dwukrotnie[2]
- Srebrny Krzyż Zasługi[2]
- Medal Pamiątkowy za Wojnę 1918–1921[2][1]